# Borowa (Dębica)
Pour les articles homonymes, voir Borowa.
Borowa (Dębica est une localité polonaise de la gmina de Czarna, située dans le powiat de Dębica en voïvodie des Basses-Carpates.